# История Тонги

## Заселение островов
Первые поселенцы на островах Тонга, говорившие на австронезийских языках, приплыли с островов Санта-Крус (сейчас часть государства Соломоновы Острова) и были представителями археологической культуры лапита. Колонизация островов осуществлялась в ходе длительных морских плаваний на больших каноэ. С собой путешественники также брали некоторых полезных животных, семена сельскохозяйственных растений, которые впоследствии стали разводиться на новых землях. В ходе археологических раскопок на территории архипелага было найдено большое количество керамических изделий культуры лапита, представители которой жили, торговали, воевали на территории современных островов Тонга, Самоа и Фиджи в течение 1000 лет, после чего была осуществлена колонизация более восточных островов Океании: Маркизских, Таити и других. Таким образом, Тонга играла связывающую роль, служила отправным пунктом, от которого начиналась дальнейшее освоение Океании, поэтому зачастую антропологи называют острова Тонга, как и Самоа и Фиджи, колыбелью полинезийской культуры и цивилизации.

## Ранняя история

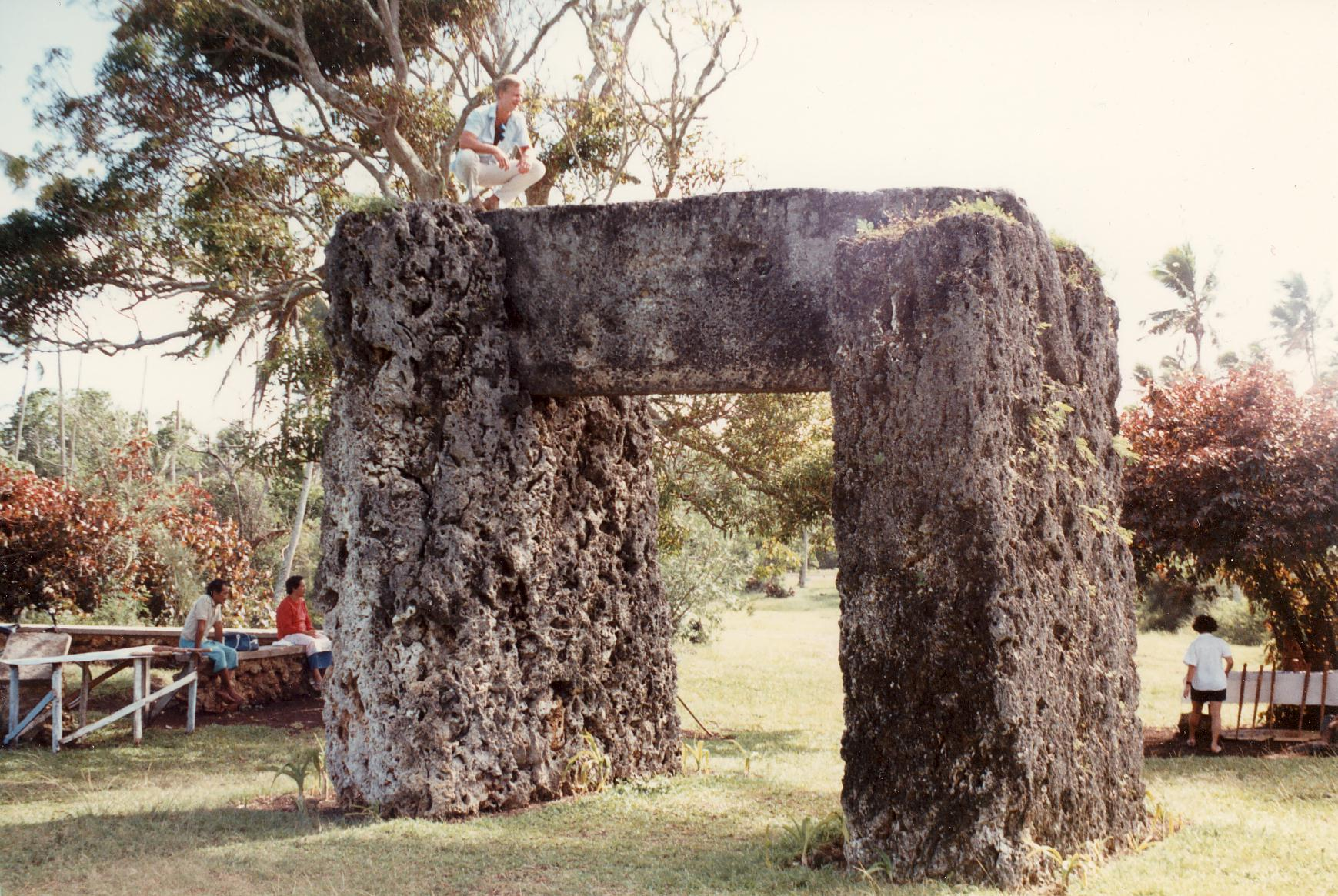
Хаамонга-а-Мауи (Ha’amonga 'a Maui), XIII век

Изначально тонганское общество было разделено на тринадцать кланов, в каждом из которых насчитывалось примерно по восемьсот человек. Каждый клан, в свою очередь, имел общего прародителя. Тем не менее, согласно представлениям тонганцев, предки различных кланов были родственниками, поэтому кланы образовывали некий суперклан.
Начиная с X века на островах Тонга, Самоа и части Фиджи устанавливается наследственная власть «священных» вождей туи-тонга, которые создают обширную Тонганскую империю. До этого момента архипелаг находился под сильным влиянием соседних империй: фиджийских вождей туи-пулоту и самоанских вождей туи-мануа. Основателем тонганской династии стал Ахоэиту, который, согласно местным легендам, был сыном верховного бога Тангалоа и тонганской девушки по имени Ваэпопуа. Систему отношений, сложившуюся к тому времени, можно охарактеризовать как полуфеодальную: в целом, туи-тонга были владельцами всех земель, входивших в империю, а также почитались населением в качестве полубожественных представителей тонганских богов. Ежегодно им преподносили фруктовые дары, а после смерти возводили им огромные надгробные памятники в форме усечённых пирамид. Хотя туи-тонга признавался верховным правителем, наделённым светской и религиозной властью, более высокое положение в обществе (прежде всего, во время различных церемоний) занимали его старшая сестра и её старшая дочь (то есть племянница туи-тонга).

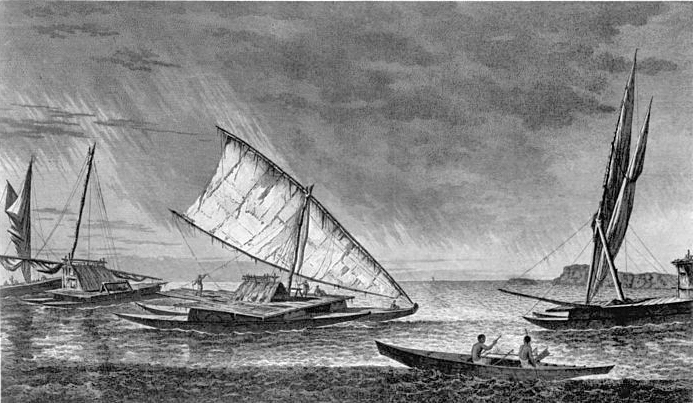
Тонганские проа

Примерно к XII—XIII векам при туи-тонга Момо и его сыне Туитатуи тонганское государство представляло собой обширную империю, в состав которой входили все острова Фиджи и большая часть Самоа. При последующих правителях империя также распространила своё влияние на часть островов Меланезии, Микронезии и центральной части Полинезии. Тем не менее Тонганская империя не была совсем прочным образованием: в ней регулярно происходили небольшие войны, причиной возникновения которых было столкновение интересов различных вождей, а некоторые представители туи-тонга отличались большой жестокостью, что, в свою очередь, зачастую заканчивалось их убийством (например, при власти были убиты туи-тонга Хавеа I, Хавеа II и Такалауа).
В 1470 году, после убийства Такалауа, в стране была проведена реформа власти, в результате которой главную роль в управлении государством стали играть заместители туи-тонга, носившие титул туи-хаатакалауа. Туи-хаатакалауа выполняли управленческие функции и были наделены реальной властью, а туи-тонга сохранили лишь номинальную власть (фактически им было оставлено выполнение ритуальных функций). Новым правителем Тонги стал Кауулуфонуа I.
Хотя туи-хаатакалауа удавалось удерживать власть в течение века, они находились под постоянным давлением как со стороны внутренних, так и внешних сил. Поэтому к началу XVII века они лишились светской власти, а к концу XVIII века династия и вовсе прекратила своё существование. Ведущую роль в королевстве стали играть представители другой династии, туи-канокуполу, сформировавшейся примерно в 1610 году. Первым туи-канокуполу стал Нгата, сын шестого туи-хаатакалауа, Моунгатонга, и дочери самоанского верховного вождя с острова Уполу. Приход к власти туи-канокуполу ознаменовал рост самоанского влияния в королевстве, в том числе в вопросах о методе управления государством.

## Европейское открытие островов
В 1616 году острова были открыты голландскими путешественниками Виллем Схаутеном и Якобом Лемером. Между 9 и 10 мая они проплыли через северную часть архипелага, открыв острова Тафахи (он был назван «островом Кокос») и Ниуатопутапу. На острове Тафахи путешественники пополнили запасы пресной воды и кокосов, а также познакомились с островитянами. При этом на корабле произошёл небольшой инцидент: местные жители, отличавшиеся большим любопытством, поднявшись на борт корабля, пытались утащить с судна ценные вещи, в том числе железные гвозди. Такое поведение вынудило моряков выстрелить в них. Первоначально выстрелы из огнестрельного оружия вызывали смех у туземцев, пока один из них не упал замертво. Жители же Ниуатопутапу даже попытались захватить корабль, за что их остров был прозван «островом Предателей». На судне голландцев также побывал местный король. Лемеру удалось составить небольшой список слов на языке ниуатопутапу, который в настоящее время является вымершим. 14 мая 1616 года путешественники подплыли к острову Ниуафооу («остров Доброй Надежды»), однако были встречены местным населением не очень радушно, поэтому мореплаватели решили не высаживаться на острове.
В 1643 году другим голландским путешественником, Абелом Тасманом, были открыты ряд островов в южной части островов Тонга: Ата (назван мореплавателем «Hooge Pylestert», или «островом высокой тропической птицы»), Эуа («Moddleburgh»), Тонгатапу («Amsterdam»), Номука («Rotterdam»), Хунга-Хаапай, Хунга-Тонга (названия не были даны), Тофуа, Као, Лате и несколько других более мелких островов Жители острова Тонгатапу, который был открыт 20 января, проявили большой интерес к кораблю путешественника. К судну подплыло небольшое каноэ с тремя туземцами, которым голландские моряки подарили льняные полотна, китайское зеркало, рыболовецкий крючок и несколько железных гвоздей. В обмен вождь острова приказал передать мореплавателям свинью, ямс и кокосы, а впоследствии и сам побывал на борту корабля. По воспоминаниям Тасмана, туземцы были поражены игрой на трубах, скрипке и флейте, они не знали о существовании табака, у них не было оружия.
2 октября 1773 года к тонганскому острову Эуа приблизилось британское судно под командованием путешественника Джеймса Кука. После высадки на северо-западном побережье острова путешественников встретила восторженная толпа островитян. В скором времени на борт британского корабля вступил местный вождь во имени Таионе, который сразу же вручил чужеземцам подарки (различную одежду из луба, циновки и напиток кава). Кук, довольный таким дружественным приёмом, вручил вождю красную ткань, топор и несколько гвоздей, не отказавшись от приглашения лично посетить дом вождя. Путешественники были поражены дружелюбием жителей Эуа, а также высоким уровнем земледелия и ремесла. Тем не менее, не найдя на острове больших источников пресной воды, британцы приняли решение покинуть Эуа. Следующим утром они достигли близлежащего острова Тонгатапу, на котором проживал верховный вождь туи-тонга. Как и на Эуа, путешественники были встречены радостной толпой островитян, обменявшихся с ними различными подарками. Впоследствии один из тонганцев по имени Атаонго препроводил британцев внутрь острова. Кук посетил священное кладбище, на котором хоронили местных вождей, принял участие в нескольких ритуалах, а также встретился с одним из вождей, приняв участие в празднествах, устроенных в честь путешественников.
Британский путешественник в ходе своего второго кругосветного путешествия в 1773 году побывал на островах Тонга всего несколько дней, однако в ходе третьего (1774) и последнего плавания (1777) Кук находился на архипелаге одиннадцать недель, составив подробный отчёт, посвящённый географии, природе, культуре и быту тонганцев. В 1777 году путешественник сначала побывал на острове Номука, где были пополнены запасы пресной воды и продовольствия. Здесь же Кук встретился с Финау Улукалала, вождём островов Вавау, которого британец принял за верховного вождя островов Тонга. По его совету, Кук побывал на острове Лифука, став первым европейцем, высадившимся на острове. Посчитав местных жителей весьма дружелюбными, Кук решил назвать остров Дружественным. Впоследствии это название (точнее «острова Дружбы») распространилось на весь архипелаг. На Лифука Кук убедился, что Финау не был верховным вождём, и по приглашению тонганского короля, прибывшего с острова Тонгатапу, отправился в столицу Королевства, Нукуалофа, где в честь чужеземцев был устроен грандиозный праздник. Здесь Кук подарил представителю правящей династии Мадагаскарскую Лучистую Черепаху (она получила имя Туи Малила), которая прожила до 1966 года.
В 1781 году ряд островов Тонга были повторно открыты и изучены испанским мореплавателем Франсиском Мореллем. 26 февраля путешественник проплыл мимо острова Лате, ещё через несколько дней — островов Вавау (были названы им «Isla de Don Martin de Mayorga» в честь вице-короля Мексики), 21 апреля открыл острова Фонуалеи и Току (названы «Consolación»), 24 апреля — Ниуафооу (назван «Maurelle»).
27 декабря 1787 года мимо островов Вавау проплыл французский путешественник Жан Франсуа де Лаперуз. Из-за плохой погоды корабль мореплавателя не был встречен каноэ с местными жителями. Впоследствии Лаперуз увидел острова Лате, Као и Тофуа, а 31 декабря добрался до острова Тонгатапу, где составил описание местных жителей. 1 января 1788 года путешественник покинул остров и взял курс на Порт-Джексон. В 1793 году мимо архипелага Тонга проплыл другой французский мореплаватель, Брюни Д’Антркасто, который достиг острова Тонгатапу 24 марта. Путешественник был гостеприимно встречен местным населением и даже был принят местным королём и верховным вождём, которые сделали ему подарки. Находившийся же на борту ботаник Жак-Жюльен де Лабилльярдиер собрал много полезной информации о жизни островитян. Мореплаватели пробыли на Тонгатапу до 10 апреля, после чего взяли курс на Новые Гебриды и Новую Каледонию.
С островами Тонга связана и история мятежа на известном корабле «Баунти»: 28 апреля 1789 года, во время выполнения рейса в Вест-Индию, на борту судна вспыхнул бунт. Хотя капитана Уильяма Блая поддерживала большая часть команды, ни один из моряков не оказал активного сопротивления. Поэтому мятежникам без особых проблем удалось посадить капитана и восемнадцать членов команды, которые оставались лояльными ему, в 23-футовый баркас с запасом продовольствия и воды на несколько дней, секстантом и карманными часами, но без карт и компаса. Блаю с частью команды удалось доплыть до острова Тофуа, надеясь пополнить на нём запасы еды и пресной воды. Однако англичан атаковали туземцы и один из членов команды, Джон Нортон, был убит. Это вынудило Блая и его команду покинуть остров. Только в июне им удалось добраться до Тимора, ближайшей европейской колонии.
Открытие Франсиском Мореллем островов Вавау в 1781 году вызвало интерес у испанской короны. В 1793 году для изучения возможности захвата островов была организована экспедиция во главе с Алессандро Маласпина. Путешественники, которые прибыли на Вавау 20 мая того же года, были дружелюбно встречены местными жителями: они сразу же предложили чужеземцам различные дары (дубины, кур и таро). Испанцы, в свою очередь, подарили островитянам всякие безделушки, хотя местным вождям передали сукно и топор. В последние дни пребывания на острове Маласпина закопал на берегу острова бутылку с письмом, в котором острова Вавау объявлялись собственностью испанской короны. Однако в будущем это послание не было найдено, а Испания, озабоченная проблемами в Америке, потеряла всякий интерес к островам.

## Христианские миссионеры
С 1797 года на Тонгу начали прибывать первые миссионеры Лондонского миссионерского общества, а в 1822 году — уэйслийские методисты. Но только в 1828 году миссионерам удалось утвердиться на островах и начать обращение тонганцев в христианство. Так, в 1831 году христианство принял Тауфаахау, правитель островов Вавау, ставший впоследствии известным под именем Джордж Тупоу I (он назвал себя так в честь британского короля Георга I, о котором многое узнал от христианских просветителей).
Первые католические миссионеры во главе с епископом Ж. П. Помалье (фр. J.P. Pompallier) высадились на островах Тонга в 1837 году, однако тогда им не удалось получить у короля Тупоу I разрешения на пребывание на архипелаге. Оно было получено только в 1842 году. При этом первые годы миссионерской деятельности были безуспешными из-за недоброжелательного отношения со стороны тонганских властей и уэслийских миссионеров: к 1892 году количество католиков в Тонге составляло всего 2315 человек.

## Объединение страны
В 1799 году был убит 14 представитель туи-канокуполу, Тукуахо, после чего последовала длительная гражданская война. В 1845 году умер последний тридцать девятый туи-тонга, Луафилитонга. Потомства он не оставил. Воспользовавшись этим правящий туи-канокуполу, Онеоу Джордж Тупоу I, сосредоточил власть в своих руках и провозгласил себя королём Тонги. Объединение страны под началом одного правителя, в свою очередь, позволило королевству сохранить независимость во время активной европейской колонизации Океании. Не последнюю роль в укреплении статуса монарха сыграло опубликование в 1839 году первого писанного свода законов на островах Тонга, известного как «Свод Вавау». Он ограничивал власть местных вождей, консолидировал положение короля, а также фиксировал приверженность тонганского населения христианским идеям. Джордж Тупоу I пользовался сильной поддержкой христианских миссионеров, осуществил ряд реформ, укрепивших феодальный строй и королевскую власть и заложил основы государственного устройства и общественных отношений, сохранившихся во многих чертах до нынешних времён. Так, в 1862 году он отменил крепостное право, а также создал новую систему землевладения, согласно которой всё мужчины-тонганцы, достигшие 16 лет, получали право брать в аренду пожизненно и по номинальной стоимости небольшой участок земли в 8,25 акров, покрытый кустарниками, и участок в деревне в 3/8 акра для строительства своего дома. Кроме того, для всех тонганцев (в том числе вождей) была введена ответственность перед законом, учреждался парламент, который состоял из вождей и представителей народа, а иностранцам впервые было предоставлено право на аренду земли. В 1875 году с помощью миссионера Ширли Бейкера Джордж Тупоу I провозгласил Тонгу конституционной монархией. Тогда же была утверждена Конституция Тонги.
Одним из основных направлений деятельности Тупоу I стало сохранение независимости страны посредством признания её ведущими европейскими колониальными державами. Благодаря помощи Ширли Бейкера, который в 1880 году стал премьером Тонга, королю удалось заключить договоры о дружбе с тремя державами. Первый из договоров был заключён в 1876 году с Германской империей. В 1879 году последовал такой же документ с Британией, а в 1886 году — с США.
В феврале 1893 года, в возрасте 97 лет, король Джордж Тупоу I умер. На трон вступил его девятнадцатилетний правнук, который был официально коронован на престол в 1896 году под именем Джордж Тупоу II. Став правителем Тонги, он вскоре распустил правительство Тукуахо, обвинив его в том, что оно не взяло под карантин судно, ставшее источником эпидемии кори на архипелаге. Новым премьером был назначен Сатеки Тонга.

## Протекторат Британии
В 1870—1880-х годах Германия, Великобритания и США заключили с Тонгой договоры, признававшие независимость королевства, тем не менее борьба за сферы влияния в Океании, в том числе в Тонге, между колониальными державами продолжалась. В 1899 году, когда Германия, США и Британия перераспределяли между собой сферы влияния в Тихом океане, Британия отказалась от своих притязаний на острова Самоа, потребовав со стороны Германии и США признания своего влияния в Тонге.
В 1900 году в Королевство был отправлен британский специальный посланник Бэзил Томсон, основной задачей которого было уговорить Тупоу II подписать с Британией новый Договор о дружбе. Специально для этой цели был подготовлен проект Договора, который в значительной степени был выгоден Британии: она получала контроль над внешней политикой Королевства, а также распространяла свою юрисдикцию на всех иностранцев, пребывавших на архипелаге. Вместо британского вице-консула, который ранее докладывал о состоянии внутренних дел в Тонге, но не имел права вмешиваться в них, учреждалась должность британского уполномоченного и консула, назначавшегося Министерством по делам колоний по совету высокого комиссара. Основной задачей консула было представительство интересов британского правительство в Тонге. Кроме того, он был наделён правом вмешиваться во внутренние дела Королевства.
Заручившись поддержкой местных вождей, которые в целом были недовольны политикой Джорджа Тупоу II, 18 мая 1900 года, согласно Договору о дружбе между Британией и Тонгой, над островами был провозглашён британский протекторат, при этом местные короли сохранили свою власть. Кроме того, тонганское общество оставалось автономным, а Британия отвечала лишь за внешнюю политику и оборону островов. Окончательно договор был ратифицирован в 1901 году, хотя король отказался ставить свою подпись напротив статьи, в которой говорилось о передаче контроля над внешней политикой британскому правительству.
Хотя, согласно Договору, за Джорджем Тупоу II сохранялась вся полнота прежней власти, его позиции среди местной аристократии не были крепкими, поэтому Британия не теряла надежды усиления своего влияния в Королевстве. В 1902 году и. о. высокого комиссара назвал четыре причины, благодаря которым британское правительство добилось бы укрепления своей власти на островах: коррупция и неэффективность действовавшего в Тонге правительства, принуждение тонганских общинников к работе на знать и вождей, эгоизм Короля и неудача правительства в осуществлении земельной реформы, задуманной Тупоу II.
Широкое недовольство тонганской знати вызывал сбор Тупоу II арендной платы за пользование коронной земли, которая была передана Тупоу I правительству, а также арендной платы с тех, кто бесплатно проживал на территории королевских поместий. Многие представители тонганской знати, которые не являлись наследственными землевладельцами, однако владели землёй по обычаю, требовали предоставления этим владениям статуса королевских или других наследственных поместий. Неопределённость по поводу земельных прав сопровождалась также недовольством знати правом монарха наделять новых лиц знатными титулами, как это произошло, например, в 1903 году, когда Тупоу II наделил знатным титулом веикуне своего верного премьера, вождя островов Вавау, Сиосатеки, вызвав тем самым серьёзные разногласия в обществе. В 1904 году Тупоу II сместил с должности губернатора Вавау Улукалала, который считался основным противником Сиосатеки.
Широкое же недовольство европейских торговцев, которые также были вынуждены платить большие налоги, стало поводом для того, что британский консул на островах рекомендовал свергнуть Тупоу II и возвести на престол его отца, Туипелехаке. Со специальной миссией в 1903 году в Тонге отправился высокий комиссар Джексон, однако из-за эпидемии кори на островах Фиджи, тонганский король запретил ему высаживаться на Тонгатапу. Тем не менее триумф короля был недолог, так как уже в следующем году новый высокий комиссар Эверард им Тёрн, уполномоченный сместить Тупоу II и возвести на престол Туипелехаке, прибыл в Тонгу. Хотя предполагалось совершить государственный переворот, аннексировать острова было запрещено до получения соответствующих консультаций со стороны секретаря Министерства по делам колоний Британской империи. По приезде Им-Тёрн предложил королю выбрать между свержением и подписанием дополнительного соглашения к Договору о дружбе 1900 года. Монарх был вынужден согласиться со вторым вариантом. Основные положения соглашения были следующими:
- король должен править монархией совместно и при содействии местных вождей;
- король должен консультироваться с британским уполномоченным и агентом на островах Тонга;
- законы Королевства должны публиковаться как на тонганском, так и на английском языке;
- земли должны быть распределены тем образом, каким намеревался это сделать Тупоу I;
- сбор арендных плат с земель, которые были переданы Тупоу I правительству, должен быть возвращён правительству, а не считаться частью дохода монарха;
- должна быть возобновлена передача земли в аренду европейским торговцам;
- назначение на различные государственные должности должно осуществляться монархом только после консультаций с британским уполномоченным и консулом;
- гарантировался принцип наследования.[24]

В декабре 1914 года, при премьер-министре Полутеле, король Джордж Тупоу II провёл в стране важную конституционную реформу, в результате которой сильные изменения претерпел национальный парламент. Теперь вместо представительства в нём всех 32 пэров в законодательном органе Королевства за знатью закреплялись лишь семь мест (эти парламентарии избирались пэрами из своего состава). Кроме того, было сокращено с 32 до 7 количество представителей от простого народа Тонги. Монарх, в свою очередь, наделялся правом назначать в правительстве любое количество министров, правда, по согласованию с британским уполномоченным.
5 апреля 1918 года Тупоу II скончался, и на трон вступила его дочь, королева Салоте Тупоу III. Как и отец, она продолжила проводить в стране обширные преобразования. Так, ей удалось объединить две группы методистов под названием Свободная Уэслийская церковь Тонги, при ней женщинам были предоставлены избирательные права, проведены реформы в социальной сфере и сфере образования. Правила Салоте Тупоу III вплоть до своей смерти 16 декабря 1965 года.
В годы Второй мировой войны на Тонге благодаря поддержке Новой Зеландии были сформированы силы самообороны численностью 2000 человек, которые приняли участие в боях на Соломоновых островах. В Тонгатапу, в свою очередь, разместились новозеландские и американские войска.
В 1958 году был подписан новый Договор о дружбе и защите между Тонгой и Великобританией. С его ратификацией в мае 1959 года появились должности британского уполномоченного и консула на островах Тонга, ответственные перед губернатором Фиджи, который считался британским верховным уполномоченным по Тонге. В середине 1965 года британский уполномоченный и консул на Тонге стали нести ответственность непосредственно перед британским министром колоний.
После смерти королевы Салоте новым правителем Тонги стал принц Тунги, который получил имя Тауфа'ахау Тупоу IV. В годы Второй мировой войны, будучи ещё кронпринцем, он обучался в Университете Сиднея, став первым тонганцем, получившим университетское образование. Впоследствии в 1949 году принц Тунги стал премьер-министром, оставаясь на этом посту вплоть до вступления на престол в 1965 году. Став монархом Тонги, Тупоу IV выступил инициатором осторожной политики по модернизации различных сфер жизни общества. При нём, 4 июня 1970 года, Королевство получило полную независимость от Великобритании, а в 1976 году Тонга стала первым южнотихоокеанским государством, установившим дипломатические отношения с Советским Союзом.